# Пик её славы
«Пик её славы» (англ. Her Crowning Glory) — американская короткометражная кинокомедия режиссёра Лоуренса Тримбла, снятая на студиях компании «Витаграф» в 1911 году.

## Сюжет
Вдовец влюбляется в гувернантку своей дочери, что вызывает недовольство ребёнка и его кормилицы.

## В ролях
- Джон Банни — Мортимер Банни
- Флора Финч — гувернантка
- Хелен Костелло — Хелен — дочь
- Кейт Прайс — Амелия — сестра Мортимера
- Мэй Костелло — кормилица
- Эдит Галлерани — прислуга